# Balkara, Suşehri
Balkara là một xã thuộc huyện Suşehri, tỉnh Sivas, Thổ Nhĩ Kỳ. Dân số thời điểm năm 2011 là 188 người.